# Albizia
Albizia is een geslacht van bomen en struiken uit de vlinderbloemenfamilie (Fabaceae). Het geslacht is pantropisch en komt voor in Azië, in Afrika, op Madagaskar, in Amerika en in Australië.
Albizia julibrissin is een bladverliezende, winterharde boom, die temperaturen tot -15 °C kan verdragen en pas laat in blad komt. Bij het ondergaan van de zon vouwt de plant zijn bladen samen.

## Soorten
- Albizia acle (Blanco) Merr.
- Albizia adianthifolia (Schumach.) W.Wight
- Albizia amara (Roxb.) Boivin
- Albizia androyensis Capuron
- Albizia anthelmintica (A.Rich.) Brongn.
- Albizia antunesiana Harms
- Albizia arenicola R.Vig.
- Albizia atakataka Capuron
- Albizia attopeuensis (Pierre) I.C.Nielsen
- Albizia aurisparsa (Drake) R.Vig. ex Capuron
- Albizia aylmeri Hutch. ex Broun & Massey
- Albizia balabaka Capuron
- Albizia bequaertii De Wild.
- Albizia bernieri E.Fourn. ex Villiers
- Albizia boinensis R.Vig.
- Albizia boivinii E.Fourn.
- Albizia brevifolia Schinz
- Albizia burmanica I.C.Nielsen
- Albizia calcarea Y.H.Huang
- Albizia canescens Benth.
- Albizia carrii Kanis
- Albizia chevalieri Harms
- Albizia chinensis (Osbeck) Merr.
- Albizia commiphoroides Capuron
- Albizia coriaria Welw. ex Oliv.
- Albizia corniculata (Lour.) Druce
- Albizia crassiramea Lace
- Albizia divaricata Capuron
- Albizia dolichadena (Kosterm.) I.C.Nielsen
- Albizia duclouxii Gagnep.
- Albizia elegans Kurz
- Albizia eriorhachis Harms
- Albizia euryphylla Harms
- Albizia ferruginea (Guill. & Perr.) Benth.
- Albizia forbesii Benth.
- Albizia garrettii I.C.Nielsen
- Albizia glaberrima (Schumach. & Thonn.) Benth.
- Albizia grandibracteata Taub.
- Albizia greveana (Baill.) R.Baron
- Albizia guillainii Guillaumin
- Albizia gummifera (J.F.Gmel.) C.A.Sm.
- Albizia harveyi E.Fourn.
- Albizia isenbergiana (A.Rich.) E.Fourn.
- Albizia jaubertiana E.Fourn.
- Albizia julibrissin Durazz.
- Albizia kalkora (Roxb.) Prain
- Albizia kostermansii I.C.Nielsen
- Albizia lankaensis Kosterm.
- Albizia lathamii Hole
- Albizia laurentii De Wild.
- Albizia lebbeck (L.) Benth.
- Albizia lebbekoides (DC.) Benth.
- Albizia lucidior (Steud.) I.C.Nielson ex H.Hara
- Albizia mahalao Capuron
- Albizia mainaea Villiers
- Albizia malacophylla (A.Rich.) Walp.
- Albizia masikororum R.Vig.
- Albizia morombensis Capuron
- Albizia mossamedensis Torre
- Albizia myriophylla Benth.
- Albizia numidarum Capuron
- Albizia obbiadensis (Chiov.) Brenan
- Albizia odorata R.Vig.
- Albizia odoratissima (L.f.) Benth.
- Albizia ortegae Britton & Rose
- Albizia papuensis Verdc.
- Albizia pedicellata Baker ex Benth.
- Albizia perrieri (Drake) R.Vig. ex Capuron
- Albizia petersiana (Bolle) Oliv.
- Albizia philippinensis I.C.Nielsen
- Albizia poilanei I.C.Nielsen
- Albizia polyphylla E.Fourn.
- Albizia procera (Roxb.) Benth.
- Albizia retusa Benth.
- Albizia rosulata (Kosterm.) I.C.Nielsen
- Albizia rubiginosa Miq.
- Albizia rufa (Hassk.) Benth.
- Albizia sahafariensis Capuron
- Albizia salomonensis C.T.White
- Albizia saponaria (Lour.) Blume ex Miq.
- Albizia schimperiana Oliv.
- Albizia sherriffii Baker f.
- Albizia splendens Miq.
- Albizia suluensis Grestner
- Albizia tanganyicensis Baker f.
- Albizia thompsonii Brandis
- Albizia tomentella Miq.
- Albizia tulearensis R.Vig.
- Albizia umbrosa (Wall.) Benth.
- Albizia vaughanii Brenan
- Albizia verrucosa Capuron
- Albizia versicolor Welw. ex Oliv.
- Albizia vialeana Pierre
- Albizia viridis E.Fourn.
- Albizia welwitschii Oliv.
- Albizia westerhuisii I.C.Nielsen
- Albizia xerophytica J.Linares
- Albizia zimmermannii Harms
- Albizia zygia (DC.) J.F.Macbr.

... · 
Abrus · 
Acacia · 
Acosmium · 
Adenanthera · 
Adenocarpus · 
Adenodolichos · 
Adenopodia · 
Adesmis · 
Aenictophyton · 
Aeschynomene · 
Afzelia · 
Aganope · 
Albizia · 
Alhagi · 
Alysicarpus · 
Amblygonocarpus · 
Amherstia · 
Andira · 
Angylocalyx · 
Aotus · 
Anthyllis · 
Arachis · 
Archidendropsis · 
Aspalathus · 
Astragalus (hokjespeul) · 
Austrosteenisia · 
Baphia · 
Bauhinia · 
Brachystegia · 
Bolusafra · 
Butea · 
Caesalpinia · 
Cajanus · 
Calicotome · 
Carmichaelia · 
Carrissoa · 
Cassia · 
Castanospermum · 
Ceratonia · 
Chamaecytisus · 
Cicer · 
Clianthus · 
Clitoria · 
Cordyla · 
Coronilla · 
Crotalaria · 
Cyamopsis · 
Cyclopia (honingbos) · 
Cytisus · 
Dalbergia · 
Daviesia · 
Delonix · 
Derris · 
Dialium · 
Dicraeopetalum · 
Dichrostachys · 
Dipteryx · 
Enterolobium · 
Eperua · 
Erythrina (koraalboom) · 
Erythrophleum · 
Faidherbia · 
Genista (heidebrem) · 
Glycine · 
Glycyrrhiza · 
Hardenbergia · 
Hovea · 
Indigofera · 
Inga · 
Lathyrus · 
Lens · 
Lonchocarpus · 
Lotus (rolklaver) · 
Lupinus (lupine) · 
Macrotyloma · 
Medicago (rupsklaver) · 
Melilotus (honingklaver) · 
Mimosa · 
Mora · 
Myroxylon · 
Newtonia · 
Onobrychis · 
Ononis (stalkruid) · 
Ormosia · 
Ougeinia · 
Pachyrhizus · 
Parkia · 
Parkinsonia · 
Parochetus · 
Pericopsis · 
Phaseolus · 
Physostigma · 
Pisum (erwt) · 
Prosopis · 
Psophocarpus · 
Psoralea · 
Pterocarpus · 
Pueraria · 
Racosperma · 
Robinia · 
Rothia · 
Securigera · 
Senegalia · 
Senna · 
Serianthes · 
Sesbania · 
Sophora · 
Spartium · 
Sphenostylis · 
Streblorrhiza · 
Strongylodon · 
Stylosanthes · 
Styphnolobium · 
Swainsona · 
Tamarindus · 
Tephrosia · 
Teramnus · 
Tetragonolobus · 
Tetrapleura · 
Trifolium (klaver) · 
Trigonella (hoornklaver) · 
Ulex · 
Uraria · 
Vachellia · 
Vicia (wikke) · 
Vigna · 
Viminaria · 
Virgilia · 
Wisteria (blauweregen) · 
Zornia · 
Zygocarpum · 
...